# José Pinilla y Pascual
José Pinilla y Pascual (Autol, 2 de julio de 1837-Madrid, 1902) fue un compositor y profesor de música español.

## Biografía
Natural de la localidad riojana de Autol, entre 1853 y 1861 fue alumno del Real Conservatorio Superior de Música de Madrid, donde estudió solfeo, piano, armonía superior, contrapunto, fuga y composición. En el concurso público de 1856, le fue adjudicado el áccesit de armonía superior, mientras que en el de 1859 obtuvo el de piano. En 1860 ganó el segundo premio de piano, la medalla de plata, y en 1861 le fue conferido el primer premio de composición, la de oro. Tuvo por maestro de solfeo a Juan Rodríguez Castellano de la Parra, aprendió el piano con el concertista José Miró y Anoria y sus estudios de armonía y composición los hizo bajo la dirección del maestro Hilarión Eslava.
Su vocación por la enseñanza le condujo a, algunos años antes de concluir la carrera, prestarse a desempeñar gratuitamente una clase de solfeo en el conservatorio, puesto en el que continuó hasta 1863, cuando, en vista de los buenos resultados de la clase que impartía y a propuesta del profesorado y la dirección, fue nombrado por real orden profesor auxiliar de aquel ramo. En 1864, el conservatorio sacó a oposición pública una nueva plaza de profesor de solfeo, y Pinilla se presentó al certamen y mereció ir propuesto por unanimidad en el primer puesto de la terna. Los resultados de su clase, según apunta Baltasar Saldoni en su Diccionario biográfico-bibliográfico de efemérides de músicos españoles, fueron «siempre tan notables que ya son innumerables los alumnos laureados que de ella han salido». A aquellas clases asistieron, entre otros, Beatriz Moreno y Navarro, Isabel Orejón y Vaquero, Elvira Pérez y Donaz, Nieves Hernán y Aparicio, Juan Ubago y Martínez, Emilia Díez de Tejada y Rodríguez, Mariano Fuentes Sáenz Díez, Concepción Torregrosa y Jorla, Salomé Ubago y Martínez, Matilde Gómez y Mata, Laura Julián y Torralba, Francisco Latasa y Lazcano, Concepción Almansa y González, Concepción Ansó y Larralde, Leonor Gracia y Gerarda, las hermanas Cristina y Concepción Lácar y Goicoechea, Tomasa Castro y Muñiz, Daniel Ruiz de Tejada, Matilde Torregrosa y Jordá, Encarnación Gomá y Jiménez, Andrés Antón y Sánchez, Rosario de la Torre y Mirón, Antonia López y López, Blanca Llisó y Martínez, Purificación Sánchez de Lara, Andrés Goñi y Otermin, Nicolás Sánchez Díez e Infante, Antonio Merlo de la Vega, Alejandro Ruiz de Tejada, Elena de Quintanilla y Fábregas, Manuela Moreno y Mezquita, Matilde de la Cruz y López, Manuel Banquer y Lasa, Vicente Poveda y Vilanova, Fidel López y Pérez, Enrique del Río y Murcia, Rosa Izquierdo y González, Concepción de Castro y Laso, María Elvira Blanch y Pintaluba, Enriqueta Palacios y Pró, Asunción Rodríguez y Gorroño, Concepción Rodríguez y Millán y Marcial Ruiz y Fernández.
Entre sus composiciones, figuran motetes, gozos, letrillas, canciones y más tipos, así como unos Ejercicios de entonación y medida aplicables a todos los métodos de solfeo y una Teoría completa del solfeo. En 1865, estableció una escuela de armonía, contrapunto, fuga y composición por correspondencia. Falleció en Madrid en 1902.